# Kanton Saint-Laurent-de-Neste
Der Kanton Saint-Laurent-de-Neste war bis 2015 ein französischer Wahlkreis im Arrondissement Bagnères-de-Bigorre, im Département Hautes-Pyrénées und in der Region Midi-Pyrénées; sein Hauptort war Saint-Laurent-de-Neste. Seine Vertreterin im Generalrat des Départements war zuletzt von 1985 bis 2015, zuletzt wiedergewählt 2011, Josette Durrieu.

## Gemeinden
Der Kanton umfasste die Wahlberechtigten aus 18 Gemeinden:
| Gemeinde               | Einwohner Jahr | Fläche km² | Bevölkerungsdichte | Postleitzahl | Code INSEE |
| ---------------------- | -------------- | ---------- | ------------------ | ------------ | ---------- |
| Anères                 | 180 (2013)     | –          | – Einw./km²        | 65150        | 65009      |
| Aventignan             | 198 (2013)     | –          | – Einw./km²        | 65660        | 65051      |
| Bize                   | 215 (2013)     | –          | – Einw./km²        | 65150        | 65093      |
| Bizous                 | 100 (2013)     | –          | – Einw./km²        | 65150        | 65094      |
| Cantaous               | 440 (2013)     | –          | – Einw./km²        | 65150        | 65482      |
| Générest               | 96 (2013)      | –          | – Einw./km²        | 65150        | 65194      |
| Hautaget               | 54 (2013)      | –          | – Einw./km²        | 65150        | 65217      |
| Lombrès                | 92 (2013)      | –          | – Einw./km²        | 65150        | 65277      |
| Mazères-de-Neste       | 325 (2013)     | –          | – Einw./km²        | 65660        | 65307      |
| Montégut               | 133 (2013)     | –          | – Einw./km²        | 65150        | 65319      |
| Montsérié              | 61 (2013)      | –          | – Einw./km²        | 65150        | 65323      |
| Nestier                | 160 (2013)     | –          | – Einw./km²        | 65150        | 65327      |
| Nistos                 | 241 (2013)     | –          | – Einw./km²        | 65150        | 65329      |
| Saint-Laurent-de-Neste | 928 (2013)     | –          | – Einw./km²        | 65150        | 65389      |
| Saint-Paul             | 311 (2013)     | –          | – Einw./km²        | 65150        | 65394      |
| Seich                  | 78 (2013)      | –          | – Einw./km²        | 65150        | 65416      |
| Tibiran-Jaunac         | 288 (2013)     | –          | – Einw./km²        | 65660        | 65444      |
| Tuzaguet               | 457 (2013)     | –          | – Einw./km²        | 65150        | 65455      |

## Bevölkerungsentwicklung
| 1962 | 1968 | 1975 | 1982 | 1990 | 1999 | 2006 |
| ---- | ---- | ---- | ---- | ---- | ---- | ---- |
| 4375 | 4385 | 4278 | 4221 | 4192 | 3957 | 4080 |